# Psychological Warfare Division
Die Psychological Warfare Division des SHAEF (PWD/SHAEF) war eine im Zweiten Weltkrieg gegründete anglo-amerikanische Einheit zur psychologischen Kriegsführung. Sie wurde von Charles Douglas Jackson und Brigadegeneral Robert A. McClure parallel zu einer Public Relations Division organisiert und ging am 13. April 1944 aus der G–6 Division hervor.

## Ursprung
Der Ursprung der PWD lag in der Psychological Warfare Branch der Information and Censorship Section des Allied Force Headquarters (AFHQ), des für die Operation Torch aufgestellten alliierten Hauptquartiers unter US-General Dwight D. Eisenhower. Diese richtete sich auf dem nordwestafrikanischen Kriegsschauplatz mit Propaganda gegen die deutschen Truppen. Ihr Leiter, General Robert A. McClure, wurde dann auch Chef der PWD/SHAEF. Die Psychological Warfare Division wurde aus Personal der britischen Political Warfare Executive (PWE), des Office of Strategic Services (OSS) und des United States Office of War Information (OWI) aufgestellt.

## Tätigkeit
Die Division verwendete Radio- und Flugblattpropaganda, um die Moral deutscher Soldaten zu untergraben. „Immerhin kämpften wir nicht nur gegen eine mächtige Militärmaschine, sondern auch gegen ein System, gegen eine Ideologie.“ Dazu betrieb sie die Sender Voice of SHAEF und benutzte nach der Eroberung die Sendeanlagen von Radio Luxemburg zur Übertragung der Voice of America und des Senders 1212. Flugblätter wurden in Großbritannien gedruckt und von der Special Leaflet Squadron der 8. US-Luftflotte in Cheddington verbreitet. Den Armeegruppen wurden auch taktische Propaganda-Teams zugeordnet, die im Feld auf mobilen Druckerpressen Flugblätter produzierten und mittels Granaten über die Frontlinie schossen. Weiter riefen sie über Lautsprecher feindliche Soldaten dazu auf sich zu ergeben. PWD/SHAEF platzierte auch Propaganda in den eben eroberten europäischen Ländern. Der Regisseur Alexander Mackendrick, später erfolgreich in den Ealing Studios, sammelte einige seiner ersten Erfahrungen in der Filmabteilung der Division. John Huston und Eric Ambler drehten einen Film für PWD über Italien nach der alliierten Eroberung.
Das PWD wurde auch in die Suche nach eigenen Staatsbürgern, die mit den Achsenmächten kollaborierten, wie Fred Kaltenbach, eingebunden. Des Weiteren kooperierte die Division mit der französischen Résistance.

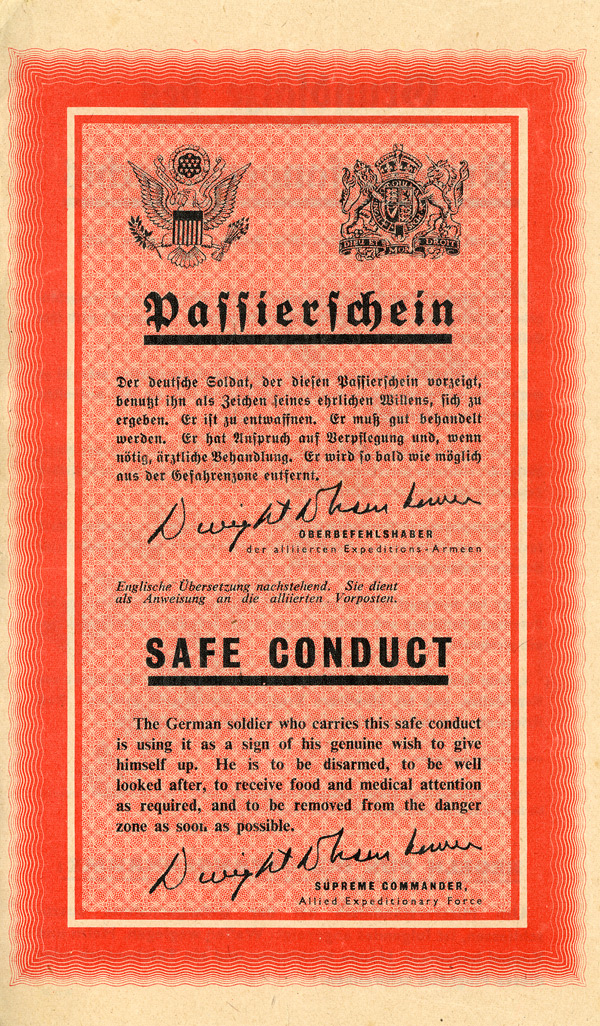
PWD-Passierschein von 1944

Das wohl bekannteste Flugblatt war die zweisprachige PWD-Sicherheitsbescheinigung, die viele deutsche Soldaten schwenkten, wenn sie sich ergaben. Sie versprach gute Behandlung und listete auf der Rückseite verschiedene Punkte der Genfer Konventionen und der Haager Landkriegsordnung auf.
1945 drehte die PWD den Dokumentarfilm German Concentration Camps Factual Survey über die Grausamkeiten in deutschen Konzentrationslagern unter Mitwirkung von Alfred Hitchcock. Diese Dokumentation wurde erst später fertiggestellt.
Am 13. Juli 1945 wurde PWD in der amerikanischen Besatzungszone zur Information Control Division umgewandelt, welche ebenfalls unter dem Kommando von McClure stand.